# Höbecke
Die Höbecke ist ein 1,8 km langer, orografisch rechter Nebenfluss der Bermecke im nordrhein-westfälischen Brilon, Deutschland.

## Geographie
Der Bach entspringt an der Nordflanke des Sonder etwa 500 m südlich von Scharfenberg auf einer Höhe von 507 m ü. NN. Zuerst nach Nordwesten abfließend wendet sich der Lauf des Baches am südöstlichen Ortsrand von Scharfenberg nach Nordosten. Oberhalb der Kläranlage Scharfenberg mündet die Höbecke auf 379 m ü. NN rechtsseitig in die Bermecke.
Bei einem Höhenunterschied von 128 m beträgt das mittlere Sohlgefälle 71,1 ‰. Das etwa 1,117 km² große Einzugsgebiet wird über Bermecke, Möhne, Ruhr und Rhein zur Nordsee entwässert.